# Озеро Родрігу-де-Фрейташ
Озеро Родрі́ґу-де-Фре́йташ, іноді «Родріґо-де-Фрейтас» (порт. Lagoa Rodrigo de Freitas, вимова у Ріо-де-Жанейро [ʁo.ˈdɾi.ɡu d͡ʒɪ ˈfɾej.tɐʃ], «Родрі́гу-джи-Фре́йташ») — лагуна у районі Лагоа південного округу (Zona Sul) Ріо-де-Жанейро. Сполучується з Атлантичним океаном через канал, що йде вздовж парку Жардім де Алá (Jardim de Alá).

## Острови
- Острів Піракé (Piraquê) поблизу західного берегу. На ньому розташовано спортивний відділ морського клубу (Departamento Esportivo do Clube Naval)
- Острів Кайса́рас (Caiçaras) поблизу південного берегу. На ньому розташовано клуб Кайсарас (Clube dos Caiçaras), де проходили кваліфікаційні змагання з водних лиж на Панамериканських іграх 2007.

## Історія
До приходу європейців береги лагуни населяли індіанці народу тупі. Генерал-губернатор капітанії Ріо-де-Жанейро Антоніо Салема (1575—1578) розпорядився поставити сахарню на берегах — «Енженьо д'Ел-Рей» (Engenho d'El-Rey; «Королівська сахарня»). Зараз там знаходиться Центр приймання відвідувачів Ботанічного саду Ріо-де-Жанейро. Щоб звільнитися від небажаної присутності корінного населення, він став постачати індіанцям одяг, знятий з померлих хворих на віспу — практика, широко застосовувана колонізаторами як у Південній, так і в Північній Америці.
Надалі власником земель навколо лагуни стає міський радник Аморім Соареш (Amorim Soares), завдяки чому вона отримує назву «Lagoa de Amorim Soares» — «Озеро Аморина Соареша». Після вигнання Соареса з міста, земля переходить до його зятя Себастіана Фагундеса Варели (Sebastião Fagundes Varela), а лагуну перейменовують на «Озеро Фагундеса» (Lagoa do Fagundes). Новий власник розширив площу латифундій — на 1620 рік вони займали простір від сучасних Умаїти до Леблона.
У 1702 році його старша онучка Петронілья Фагундес (Petronilha Fagundes), у 35 років, вийшла заміж за молодого португальського кавалерійського офіцера Родріґо де Фрейтаса де Карвальо (Rodrigo de Freitas de Carvalho), якому тоді було 18 років. Овдовівши, у 1717 році Родріґо повернувся у Португалію, де помер у 1784. Зараз лагуна носить його ім'я.

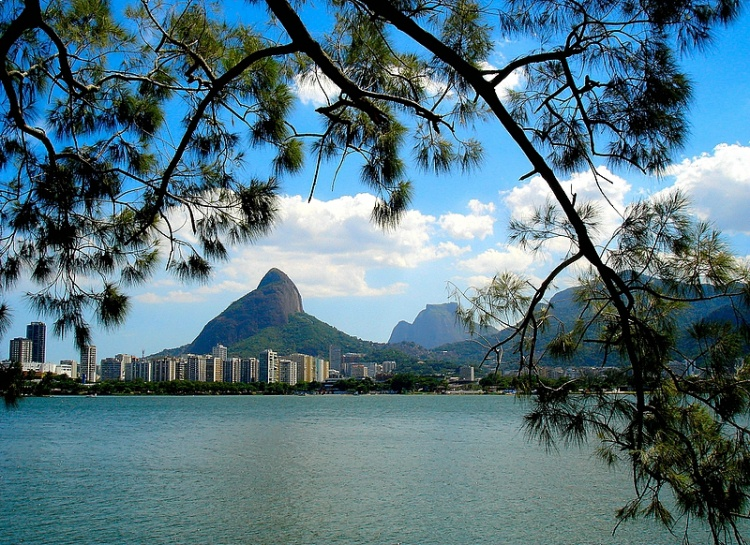
Вид з берегу лагуни

Біля лагуни розташовані райони Іпанема, Леблон, Гавеа, Жардім Ботаніко, Копакабана, Ботафоґо та Умаїта.
Озеро Родріґо-де-Фрейтас має славу «Серця Ріо-де-Жанейро». Околиці озера є місцем проживання вищого середнього класу, вони характеризуються одним з найвищих показників індексу людського розвитку по країні.

## Олімпіада 2016
Під час літніх Олімпійських ігор 2016 на озері пройшли змагання з академічного веслування та перегони на байдарках і каное.